# Torta
Torta (Lactuca alpina) är en art i familjen korgblommiga växter och förekommer naturligt i hela Europa.
Ofta ses det vetenskapliga släktnamnet Cicerbita, men International Cichorieae Network för samtliga arter i Cicerbita till Lactuca .
I Norden hör tortan hemma i den norra delen, särskilt fjällens lägre (subalpina) regioner, björkbältets rikt bevattnade lundar, där vegetationen tack vare vindskydd och ljusa nätter blir mycket tät och riklig. Arten finns i hela Norge, i Sverige ned till Dalarna och Värmland och i Finland lokalt i Lappland, Kajanaland och Norra Österbotten. Den kan även påträffas på fjällen ovanför trädgränsen. Den blir 1–2 meter hög. 

## Synonymer
- fjälltolta
- tolta
- älgkål[2]
- jerj (Ett samiskt lånord i Västerbottens bygdemål.)[3]
- Aracium alpinum (L.) Monnier
- Cicerbita alpina (L.) Wallr.
- Hieracium coeruleum Scop.
- Mulgedium alpinum (L.) Less.
- Mulgedium multiflorum DC.
- Picridium alpinum (L.) Philippe
- Sonchus acuminatus Bigelow
- Sonchus alpestris Clairv.
- Sonchus alpinus L.
- Sonchus coeruleus Sm.
- Sonchus montanus Lam.
- Sonchus multiflorus Desf.
- Sonchus pallidus Torr.
- Sonchus racemosus Lam.[4]